# Frk. Wagners instruktionsfilm
|  | Denne artikel er oprettet af botten Steenthbot ud fra en ekstern database. Den kan derfor have sproglige fejl eller mangler. Denne skabelon kan fjernes efter kontrol af indholdet. |

Frk. Wagners instruktionsfilm er en dansk oplysningsfilm fra 1953.

## Handling
Filmen viser dele af den fysiurgiske behandling af børnelammelse (polio): Varme pakninger, såkaldte Kennedy-pakninger, gives for at lindre smerterne og modvirke kontrakturer. Koncentrerede pakninger og manipulation af thorax (brystkassen) gives for at smidiggøre denne og derigennem lette respirationen. Pakningerne skiftes, indtil huden er rød. Manipulation gives af hele thorax. Et meget vigtigt led i behandlingen er kontrakturstrækningerne. Er der først opstået kontraktur, er musklernes arbejdsmuligheder betydeligt forringet. Derfor påbegyndes strækningerne så tidligt som muligt, men kun til smertegrænsen og alt efter forudgående opvarmning. For at trækning og fiksering kan foregå så korrekt som muligt, bør der være to fysioterapeuter om patienten. En til at fiksere patienten og en til at trække. Stimulation af muskler udføres af fysioterapeuten som en let vibration af muskelgruppen i én bevægelsesretning. En anden vigtig del af behandlingen er balanceøvelser. For at opnå så korrekt en gang som muligt bør alle patienter uanset paresegraden lave balanceøvelser dvs. lægge vægten lige meget på begge ben, holde bækkenet på plads og have en fin holdning. Disse øvelser laves ligeledes med to fysioterapeuter.